# Cyclodomus umbellulariae
Cyclodomus umbellulariae är en svampart som beskrevs av Höhn. 1909. Cyclodomus umbellulariae ingår i släktet Cyclodomus, ordningen Phyllachorales, klassen Sordariomycetes, divisionen sporsäcksvampar och riket svampar.   Inga underarter finns listade i Catalogue of Life.